# Denmark Street
Denmark Street es una corta y estrecha calle del centro de Londres, que destaca por su relación con la música británica. La calle conecta Charing Cross Road en su extremo oeste y con St Giles High Street en su extremos este. Denmark Street está en el municipio Londinense de Camden.
Denmark Street aparece en las estadísticas desde los años 30 del siglo XVIII. La zona a su alrededor era conocida como The Rookery, un parte de Londres desarrollada en ese siglo como barrio bajo a oeste de la City. Aunque gran parte del área fue reconstruida a finales del siglo XIX, Denmark Street es una de las pocas calles en Londres que aún mantiene fachadas con terraza del siglo XVII a ambos lados.
Denmark Street tiene fuertes lazos con la historia del Jazz británico, del R&B y del Punk. The Beatles y Jimi Hendrix grabaron en estudios situados en esta calle. Elton John escribió su clásico Your Song aquí. Más tarde, los Sex Pistols vivieron en el número 6 de la calle, donde grabaron sus primeras maquetas. La calle contiene el mayor clúster de tiendas de música de todo Londres. Fue también la primera ubicación de la tienda de ciencia ficción y cómic más grande de Londres, Forbidden Planet.
Desde 2017, ha aparecido en el panorama de las Series de TV debido a que es el lugar en el cual tiene su oficina el detective británico Cormorán Strike.
- Datos: Q2844026
- Multimedia: Denmark Street / Q2844026